# الفطيرة الأمريكية (فلم)
الفطيرة الأمريكية (بالإنجليزية: American Pie) هو فيلم مراهقين كوميدي أنتج في سنة 1999.من إخراج بول وكيس ويتز، وكتابة آدم هيرز.كان أول فيلم يخرجه الأخوه ويتز، وأول فيلم في سلسلة أفلام الفطيرة الأمريكية،الفيلم نجح في البوكس أوفيس وأنتج بعده كنتيجه لنجاحة جزئين جديدين:الفطيرة الأمريكية 2 والزواج الأمريكي.

## القصة
في مدرسة "إيست غريت فولز" الثانوية بميشيغان، يقترب أربعة أصدقاء من التخرج: جيم، الفتى الخجول عديم الخبرة الجنسية؛ أوز، نجم رياضة اللاكروس؛ فينش، المثقف؛ وكيفن، الذي يحاول إقامة علاقة جنسية مع صديقته فيكي قبل انتهاء المدرسة.
في حفلة عند زميلهم ستيفلر، يكتشفون أن أحد زملائهم فقد عذريته، فيشعرون بالإحباط ويقررون عقد اتفاق بينهم على أن يفقد كل واحد عذريته قبل حفلة التخرج بثلاثة أسابيع.
يحاول كيفن إقناع فيكي، التي تظن أنه يريدها فقط للجنس، لكن بنصيحة من صديقتها جيسيكا، يُحاول إسعادها جنسيًا، ويستعين بكتاب قديم عن نصائح العلاقة الحميمة.
فيتش ينشر شائعات حول نفسه ليجذب الفتيات، لكن ستيفلر يخدعه ويجعله يتعرض لموقف محرج في حمام الفتيات. أما أوز، فينضم إلى فريق الكورال للاقتراب من الفتيات، وهناك يتعرف على هيذر ويقع في حبها.
جيم يمر بمواقف محرجة كثيرة، من بينها علاقته الغريبة بفطيرة، ثم فضيحة بث مباشر لطالبة أجنبية تدعى ناديا كانت تدرس عنده في المنزل، مما يتسبب في ترحيلها.
يطلب جيم من ميشيل، الطالبة الهادئة في فريق الموسيقى، أن ترافقه لحفلة التخرج. في الليلة نفسها، يتصرف أوز بصدق مع هيذر ويغني معها، بينما يعترف كيفن بحبه لفيكي ويمارسان الجنس، لكنها تنفصل عنه لاحقًا. فينش يقيم علاقة مع والدة ستيفلر، وجيم يكتشف أن ميشيل ليست كما تبدو ويخوض معها أول تجربة له.
في صباح اليوم التالي، يجتمع الأصدقاء ويتحدثون عن المستقبل، ويحتفلون بنهاية مرحلة وبداية أخرى في حياتهم.

## وصلات خارجية
- مقالات تستعمل روابط فنية بلا صلة مع ويكي بيانات

1. ↑  "History Page "Good Ole Hot Dogs" at 1505 Wealthy, Grand Rapids, Michigan, restaurant". Yesterdog. مؤرشف من الأصل في 2018-01-07. اطلع عليه بتاريخ 2012-04-21.
2. ↑  "American Pie Filming Locations". Seeing-stars.com. مؤرشف من الأصل في 2012-04-28. اطلع عليه بتاريخ 2012-04-21.
3. ↑  Adam Herz — Biography نسخة محفوظة 28 أكتوبر 2015 على موقع واي باك مشين.